# 林釬
林釬（1578—1636年），字實甫，號鶴胎，福建泉州府同安县（出生於金門）籍龍溪縣人，明朝政治人物、探花。官至東閣大學士，曾獲崇禎帝御書。金門后壟與金城南門的林氏家廟，掛有與他相關的「探花宰相」匾額。

## 生平
林釬生於金門甌壟，相傳誕生前夕有異象，整個甌壟湖連續鳴沸長達三天三夜。林釬七歲喪父，隨母親改嫁而在龍溪縣成長進學。後來他以龍溪籍參加萬曆四十年（1612年）鄉試，萬曆四十四年（1616年），登一甲第三名進士，授翰林院編修。天啓四年（1624年）任南京國子監司業，六年升左中允，七年升左春坊左谕德，仍管司業事，本年闲住。當時魏忠賢一派欲私鑄銅錢，打算拿走國子監的銅鼎、銅缸，被林釬阻止。而後因為不齒宦官魏忠賢想要與孔子並列的行徑，而掛冠求去。崇祯登基，起復司業，升國子監祭酒。
崇禎元年（1628年），魏忠賢遭誅，林釬以原職起用，後升禮部侍郎兼翰林院侍讀學士。崇禎七年（1634年），和枚卜、劉宗周同時召對文華殿，陳「用人、理財、靖寇、甯邊（綏邊）」四策，得到崇禎帝賞識，遂拜東閣大學士，入內閣。據說林釬因為沖淡和平，廉介自守受崇禎帝信賴，而賜御書「淡泊甯（寧）靜，中正和平」八字。但因此遭到當時內閣首輔温体仁嫉妒，故意將許多事務交由他處理，令林釬積勞成疾。崇禎九年（1636年）卒，諡文穆，賜祭葬，入祀鄉賢祠。

## 其他
民間傳言，林釬的成就有得到其祖母禮聘風水師在今金門金湖鎮下湖村找到的「牛眠吉穴」庇蔭。
鄭芝龍被明朝招撫後，就說曾拿千金給林釬祝壽，卻被拒收，並回書「成人之美，君子也；因之以為利，小人也。」鄭芝龍為之歎服。

## 家族
曾祖林榮富。祖父林崇禄。父亲林继盛。